# نقص مغنيسيوم الدم
نقص مغنيسيوم الدم (بالإنجليزية: Magnesium deficiency)‏ هو اضطراب الكهرل حيث يوجد مستوى منخفض من المغنيسيوم في الجسم. يمكن أن يؤدي إلى أعراض متعددة. تشمل الأعراض الرعاش، ضعف التنسيق، تشنجات العضلات، فقدان الشهية، تغيرات الشخصية، والرأرأة. قد تشمل المضاعفات النوبات أو السكتة القلبية مثل من ضفيرة النتوءات. أولئك الذين لديهم نسبة منخفضة من المغنيسيوم غالبا ما يكون لديهم بوتاسيوم منخفض.
تشمل الأسباب انخفاض المدخول الغذائي، إدمان الكحول، الإسهال، زيادة فقدان البول، سوء الامتصاص من الأمعاء، وداء السكري. قد يسبب عدد من الأدوية أيضا انخفاض المغنيسيوم، بما في ذلك مثبطات مضخة البروتون (PPIs) والفوروسيميد. يعتمد التشخيص عادة على انخفاض مستويات المغنيسيوم عن المستوى الطبيعي. تتراوح مستويات المغنيسيوم الطبيعية بين 0.6–1.1 مليمول/لتر (1.46–2.68 ملغ/ديسيلتر) مع مستويات أقل من 0.6 مليمول/لتر (1.46 ملغ/ديسيلتر) تحدد نقص مغنسيوم الدم. يمكن رؤية تغييرات محددة في مخطط كهربية القلب.

العلاج بالمغنيسيوم إما عن طريق الفم أو عن طريق الوريد. بالنسبة لأولئك الذين يعانون من أعراض حادة، يمكن استخدام كبريتات المغنيسيوم عن طريق الوريد. يجب أيضا معالجة البوتاسيوم المنخفض أو الكالسيوم المنخفض المرتبط به. الحالة شائعة نسبيا بين الناس في المستشفيات.

## الاستتباب (تجانس الاستقرار)
يحتوي الجسم على 21-28 غرام من المغنيسيوم (0.864—1.152 مول). يقع 53 ٪ ف من هذا في العظام و19 ٪ في النسيج غير العضلي و1 ٪ في السوائل خارج الخلية. ولهذا السبب، فان مستويات المغنيسيوم في الدم ليست وسيلة كافية لتحديد كمية المغنيسيوم المتاحة.
معظم مصل الماغنسيوم مرتبط بمستخلبات، (مثلا بروتينات وسترات ATP,ADP). ما يقرب من 33 ٪ مرتبط بالبروتينات البروتينات، و5-10 ٪ غير مرتبط. هذ المغنيسيوم «الحر» ضروري في تنظيم المغنيسيوم بين الخلايا. بلازما المغنيسيوم الطبيعي هو ميغاغرام البلازما هي 1,7- 2,3 ملغ / دل (0,69-0,94 مليمول / لتر). 60 ٪ من هذاحر، و33 ٪ مرتبط بالبروتينات، وأقل من 7 ٪ مرتبط بالسيترات، البيكربونات والفوسفات.
والمغنيسيوم متوفر في الطبيعة. ويمكن أن يوجد في الخضروات الخضراء وفي الكلوروفيل ومشتقات الكاكاو والمكسرات والقمح والمأكولات البحرية واللحوم. ويرتشف من خلال الأمعاء الدقيقة، وبدرجة أقل في القولون. يمكن للمستقيم والقولون والمعضل الشرجي السيني امتصاص المغنيسيوم. وذكر نقص مغنيسيوم الدم بعد الحقن الشرجية التي تحتوي على المغنيسيوم. يتم امتصاص أربعين بالمائة من مغنيسيوم الحمية الغذائية.. نقص مغنيسيوم الدم يحفز عوز المغنيسيوم ويمنع عوز المغنيسيوم هذا الامتصاص.
تنظم الكلى مصل المغنيسيوم. يمر نحو 2400 ملغ من المغنيسيوم عبر الكلى، 5 ٪ من بينها، (120 ملغ) تفرز عن طريق البول. وعروة هنلي هي الموقع الرئيسي لاستقرار المغنيسيوم المتجانس لميغاغرام، التوازن، وويمتص منه 60 ٪.
المغنيسيوم المتجانس يشمل ثلاثة أنظمة: الكلى والأمعاء الدقيقة والعظام. وفي المرحلة الحادة من نقص المغنيسيوم، هناك زيادة في امتصاص الأمعاء الدقيقة البعيدة والامتصاص الانيبيبي في الكلى. عندما تستمر هذه الحالة، يتساقط مصل المغنيسيوم، ويصحح ذلك بمغنيسيوم من أنسجة العظام. يتم التحكم في مستوى مغنيسيوم ما بين الخلايا من خلال الخزان في أنسجة العظام.

## الأيض (الاستقلاب)
المغنيسيوم هو عامل مساعد في ردود أفعال أكثر من 300 انزيم، والأهم هو تشكيل واستخدام ATP، مثال، أنزيم الكيناز. {4} وهناك تأثير مباشر على قنوات الصوديوم (Na) والبوتاسيوم (K)، والكالسيوم (Ca) القنوات. له العديد من الآثار:
- تحرم قنوات البوتاسيوم عن طريق المغنيسيوم. يؤدي نقص المغنيسيوم في الدم الي زيادة جهد البوتاسيم بين الخلايا. تفقد الخلايا البوتاسيم الذي تفرزه الكلي بعد ذلك مما يؤدي الي نقص بوتاسيوم الدم.
- يحول المغنيسيوم دون إطلاق الكالسيوم من شبيكة الهيولي العضلية. تحفز مستويات المغنيسيوم المنخفضة من المغنيسيوم إطلاق الكالسيوم، وبالتالي مستوى كالسيوم داخل الخلايا. هذا الأثر المماثل لمثبطات الكالسيوم يجعل منه «مانع كالسيوم الطبيعة». نقص منع المغنيسيوم دون الإفراج عن هرمون الغدة الدرقية، والذي يمكن أن يؤدي إلى نقص نشاط جارات الدرق والي نقص الكلسمية (تدني كلس الدم). وعلاوة على ذلك، فإنه يجعل الهيكل العظمي والعضلات مستقبلات أقل حساسية لهرمون الغدة الدرقية.
- من خلال استرخاء العضلات الملساء في الشعب الهوائية فإنه يتسبب توسيع الشعب.
- وآثار عصبية هي:
  - ا الإثارة الكهربائية المخفضة
  - عرقلة الإفراج عن الاستيل كولين
  - حظر N ميثيل D اسبارتاتي مستقبل الغلوتامات {NMDA}، وهو ناقل عصبي مثير من الجهاز العصبي المركزي.

## الأسباب
نقص المغنيسيوم ليس غير مألوف في مرضي المستشفيات. وعلي كل، المستويات المرتفعة من المغنيسيوم (فرط المغنيسيوم في الدم) تقريبا هي طبابية المنشأ دائما. 10-20 ٪ من جميع المرضى في المستشفيات و60-65 ٪ من المرضى في وحدات العناية المركزة (ICU) لديهم فرط المغنيسيوم في الدم. يوجد عجز في تشخيص فرط المغنيسيوم في الدم، اختبارات مستوي مصل المغنيسيوم في الدم ليست روتينية. يؤدي نقص المغنيسيوم في الدم الي زيادة معدل الوفيات.
وقد أظهرت دراسة واحدة على الأقل وجود ارتباط بين الميتفورمين (دواء خافض لسكر الدم)، ونقص المغنيسيوم في الدم.
قد تعني مستويات المغنيسيوم المنخفضة في الدم، إما عدم وجود ما يكفي من المغنيسيوم في الغذاء، الأمعاء لاتمتص المغنيسيوم الكافي، أو ان الكلى تفرز المغنيسيوم أكثر من اللازم. أوجه القصور قد يكون راجعا إلى الحالات التالية:
- الإدمان على الكحول نقص المغنيسيوم في الدم يحدث في 30 ٪ من مدمني الكحول و85 ٪ في الهذيان الارتعاشي، وذلك بسبب سوء التغذية والإسهال المزمن. الكحول يحفز إفراز الكلى من المغنيسيوم، والذي يزداد أيضا بسبب الكحول والحماض الكيتوني السكري ونقص فوسفات الدم وفرط الدوستيرون في البول الناتج عن مرض الكبد. أيضا نقص المغنيسيوم في الدم له صلة بعجز الثيامين بسبب الحاجة للمغنيسيوم لتحويل الثيامين الي بيروفوسفات الثيامين.
- الانقلاب واستخدام مدر البول الثيازايد (هوالسبب الأكثر شيوعا لنقص المغنيسيوم في الدم)
- المضادات الحيوية (مثال، أمينوغليكوزيد والامفوتريسين والبنتاميدين والجنتاميسين والتوبراميسين والفيوميسين) تغلق الارتشاف في حلقة هينل. 30 ٪ من المرضى الذين يستخدمون هذه المضادات الحيوية يعانون من نقص المغنيسيوم في الدم.
- الادوية الأخرى
  - الديجيتال «عشاب طبي مقوي للقلب» يزيح المغنيسيوم من الخلية. يسبب الديجيتال زيادة تركيز الصوديوم داخل الخلايا، مما يزيد بدوره من الكالسيوم داخل الخلايا من خلال الخفض السلبي لعمل مبادل الصوديوم والكالسيوم في الغمد الليفي العضلي زيادة الكالسيوم بين الخلايا يعطي مفعول عضلي إيجابي.
  - الكظري وتهجير المغنيسيوم في الخلية
  - سيسبلاتين، ويحفز على إفراز الكلى
  - السيكلوسبورين يحفز على إفراز الكلى
- الكالسيوم الفائض
- الدهون المشبعة الزائدة
- تناول الكثير من الشاي والقهوة.
- أحماض الفسفوريك أو الكربونيك الزائدة (المياه الغازية)
- عدم استهلاك كمية كافية من المياه
- تناول كميات فائضة من الملح أو السكر
- عدم التعرض الكافي للسيلينيوم {11} أو فيتامين (د)أو عدم التعرض الكافي لأشعة الشمس أو فيتامين B6
- مستويات الإجهاد الزائدة.
- أسباب معدية معوية: تفرز المسالك الهضمية البعيدة مستويات عالية من المغنيسيوم. لذلك يمكن أن تسبب افرازات الإسهال قلة ماغنسيوم الدم. وهكذا، فان داء كرون والتهاب القولون التقرحي ومرض ويبل وإسهال المناطق الحارة، قد تسبب جميعا قلة ماغنسيوم الدم.
- خسارة المغنيسيوم الكلوي في متلازمة بارتر{12}، غزارة التبول التي تلي العائق، مرحلة الدواء المدر للبول في حالة النخر الأنبوبي الحاد (ATN) وزرع الكلى.
- مرض السكري: تنطوي زيارات 38 ٪ من مرضى السكر للعيادات الخارجية علي قلة مغنيسيوم الدم، ربما من خلال فقدانه عن طريق الكلى بسبب البيلة السكرية أوتولد الكيتونات.
- احتشاء عضلة القلب الحاد: في غضون ال 48 ساعة الأولى من بعد نوبة قلبية، قد يصاب 80 ٪ من المرضى بقلة ماغنسيوم الدم. وقد يكون هذا بسبب التحول داخل الخلايا بسبب زيادة خلاصة الكاد (الكاتيكولامينات).
- سوء الامتصاص
- النظام الغذائي في حليب الرضع
- التهاب البنكرياس الحاد
- التسمم بفلوريد الهيدروجين.
- متلأزمات جيتلمان/ بارتر

## المعالم السريرية
تسبب قلة المغنيسيوم الضعف وتشنجات العضلات، تشنجات ولا نظمية القلب وزيادة تهيج الجهاز العصبي مع الاهتزازات والكنع (حركات تمعجية مستمرة في اليدين والقدمين) والتأرجح والترأرؤ ورد فعل أخمص العضلة الباسطة. إضافة الي ذلك، قد يكون هناك التباس وارتباك وهلوسة واكتئاب ونوبات صرع وارتفاع ضغط الدم وعدم انتظام دقات القلب وتكزز.

## الاستقصاءات
يتم التشخيص بعد العثور على تركيز بلازما المغنيسيوم أقل من 0.7 مليمول / لتر. وبما أن معظم المغنيسيوم هو بين الخلايا، يمكن أن يوجد عجز جسماني مع تركيز البلازما العادي.
إضافة إلى قلة مغنيسيوم الدم، يصاب ما يصل إلى 40٪ من الحالات بتدني كلس الدم، بينما يصاب مايصل إلى 60% من الحالات أيضا بنقص بوتاسيوم الدم.
يظهر تخطيط القلب فاصل QT مطول.

## المُعالَجَة
علاج قلة بوتاسيوم الدم تعتمد على درجة القصور والآثار السريرية. الاستبدال عن طريق الفم مناسب للمرضى الذين يعانون من أعراض خفيفة، في حين أنه يوصي بالاستبدال الوريدي للمرضى الذين يعانون من آثار سريرية شديدة. {14} يمكن أن تعطى كبريتات المغنيسيوم عبر الوريد في الحالات التالية:

### عدم انتظام ضربات القلب
يحتاج الي المغنيسيوم للقيام بوظيفة ضخ Na+/K+-ATPase كاف في خلايا القلب. والافتقار إليه يمنع الاستقطاب ويؤدي الي تسرع القلب اللانظمي. المغنيسيوم يمنع الإفراج عن البوتاسيوم، وقلة المغنيسيوم تزيد من فقدان البوتاسيوم. تنخفض مستويات البوتاسيم داخل الخلايا، ويزال استقطاب الخلايا. يرفع الديجوكسين من هذا التأثير. كلا من الديجوكسين وقلة مغنيسيوم الدم تمنع ضخ Na-K مما يؤدي إلى انخفاض البوتاسيوم داخل الخلايا.
يساعد المغنيسيوم عبر الوريد في مقاومة الاضطراب، وخاصة في مخطط كهربية القلب.(15) والبعض الآخر، تسرع القلب البطيني وتسرع القلب فوق البطيني والرجفان الأذيني.{17}
ويستند الاثر علي الاستثارة المنخفضة بازالة الاستقطاب وتباطؤ الإشارات الكهربائية في مركبات العقدة-AV. المغنيسيوم هو عضلي السلبية نتيجة لانخفاض تدفق الكالسيوم والإفراج عن الكالسيوم من داخل الخلايا. فعالة هي مثل ما في فيراباميل. في احتشاء عضلة القلب هناك نقص وظيفي من المغنيسيوم وتكميليه يخفض معدل الوفيات. {18}

### الولادة
والأكثر أهمية هو السابق لتشنج الحمل. ولديه أثر غير مباشر كمضاد نشاط الدرقية عندفي وظائف كيس أو حويصلة الحلمة والخلايا البطانية (زيادة البروستاجلاندين وانخفاض ثرومبوكاني وانخفاض في أنجيوتنسين الثاني)، والتسرب من خلال الاوعية الدموية الدقيقة ووتشنج الاوعية من خلال وظيفة مشابهة لحواجز قناة الكالسيوم.
التشنجات هي نتيجة تشنج العروق الدماغي. تأثير المغنيسيوم علي توسيع الاوعية يبدو أنه الآلية الرئيسية.

### اضطرابات المنحل بالكهرباء
- هابط بوتاسيوم الدم: 42 ٪ من المرضى الذين يعانون من هابط بوتاسيوم الدم، يعانون أيضا من قلة مغنيسيوم الدم ولا يستجيب لمكملات البوتاسيوم. يحتاج للمغنيسيوم لضخ ATPase وضخ الصوديوم والبوتاسيم.
- يوجد تدني كلس الدم لدي 33 ٪ من المرضى في وحدة العناية المركزة، لايستجيبون لمكملات الكالسيوم. وهذا بسبب انخفاض وظيفة ضخ الكالسيوم، ولكن أيضا بسبب انخفاض الإفراج عن الكالسيوم عن طريق تثبيط هرمون الغدة الدرقية المفرجة.

### الناحية الرئوية
الربو الحاد، وهنا يوجد تأثير التوسيع القصبي، ربما عن إثارة وسيط انقباض الكالسيوم. {20} وأيضا تحفيز الأدرينالية، مثال، تحفيز الكتف السمبتاوي المستخدم في علاج الربو القصبي، قد يخفض مستويات المصل من المغنيسيوم، والتي يجب أن تستكمل.
التسكين والتخدير قد يساعد في تضييق الشعب الهوائية.

## الروابط الخارجية
- المغنيسيوم
- WebElements.com - المغنيسيوم
- نقص المغنيسيوم
- نقص في الطاقة؟ ربما يكون مستوي مغنيسيومك.
- مرجع الحمية الغذائية